# (35024) 1981 EV14
(35024) 1981 EV14 es un asteroide perteneciente al cinturón de asteroides, descubierto el 1 de marzo de 1981 por Schelte John Bus desde el Observatorio de Siding Spring, Nueva Gales del Sur, Australia.

## Designación y nombre
Designado provisionalmente como 1981 EV14.

## Características orbitales
1981 EV14 está situado a una distancia media del Sol de 3,092 ua, pudiendo alejarse hasta 3,494 ua y acercarse hasta 2,690 ua. Su excentricidad es 0,129 y la inclinación orbital 4,621 grados. Emplea 1986,54 días en completar una órbita alrededor del Sol.

## Características físicas
La magnitud absoluta de 1981 EV14 es 14,8. Tiene 6,339 km de diámetro y su albedo se estima en 0,037. 